# Мантсебо Амелія Матсаба
Мантсебо Амелія Матсаба (1902–1964) — перша з трьох дружин верховного вождя Басутоленду Саймона Сіісо, регентка при малолітньому майбутньому королі Лесото Мошвешве II.

## Правління
Після смерті у січні 1941 року генерала Габасане Масофи, який став регентом після загибелі (можливо, через отруєння) верховного вождя Саймона Сіісо, новою регенткою стала дружина останнього, Мантсебо. Невдовзі її повноваження підтвердили британський комісар Едмунд Річардс і державний секретар колоній Волтер Гіннесс.
Попри бажання матері Мошвешве, щоб її син виховувався в англіканській школі, регентка наполягала, щоб майбутній монарх призвичаювався до католицьких традицій. Такі суперечності між двома жінками вилились у так звану «війну між королівськими вдовами». Конфлікт вдалось залагодити лише після того як хлопець виїхав на навчання до Англії.
Власне як правителька Мантсебо характеризувалась кмітливою та завзятою лідеркою. Вона мала гарні відносини з британською адміністрацією, натомість не мала власного альтернативного національного бачення. Водночас за її правління було закладено засади сучасної конституційної монархії в Лесото. Крім того у 1950-их роках у Басутоленді сформувались перші політичні партії.
Наприкінці 1950-их років Мошвешве зажадав, щоб Мантсебо передала йому всю владу, хоч вона мала в планах зробити це лише після того, як він завершить освіту й одружиться. Зрештою в березні 1960 року Мошвешве II став повноправним верховним вождем Басутоленду, а за п'ять років — першим королем Лесото.
Мантсебо померла за чотири роки після відходу від влади, перебуваючи у самотності й важкій депресії.